# Маренго (Ајова)
Маренго (енгл. Marengo) град је у америчкој савезној држави Ајова. По попису становништва из 2010. у њему је живело 2.528 становника.

## Демографија
Према попису становништва из 2010. у граду је живело 2.528 становника, што је -7 (-0.3%) становника више него 2000. године.
| Група             | 2000.         | 2010.         |
| Белци             | 2.470 (97,4%) | 2.417 (95,6%) |
| Афроамериканци    | 7 (0,3%)      | 15 (0,6%)     |
| Азијати           | 17 (0,7%)     | 10 (0,4%)     |
| Хиспаноамериканци | 29 (1,1%)     | 71 (2,8%)     |
| Укупно            | 2.535         | 2.528         |